# Sparagmia gonoptera
Sparagmia gonoptera is een vlinder uit de familie van de grasmotten (Crambidae), uit de onderfamilie van de Spilomelinae. De wetenschappelijke naam van deze soort is voor het eerst voorgesteld als Phalaena gonoptera door Pierre André Latreille in een publicatie uit 1833.
De soort komt voor in Cuba, Jamaica, Belize, Honduras, Costa Rica, Panama, Brazilië en Argentinië.